# Mansilla de las Mulas (kommunhuvudort)
Mansilla de las Mulas är en kommunhuvudort i Spanien.   Den ligger i provinsen Provincia de León och regionen Kastilien och Leon, i den norra delen av landet, 270 km nordväst om huvudstaden Madrid. Mansilla de las Mulas ligger 802 meter över havet och antalet invånare är 1 847.
Terrängen runt Mansilla de las Mulas är platt. Runt Mansilla de las Mulas är det mycket glesbefolkat, med 7 invånare per kvadratkilometer. Närmaste större samhälle är León, 16,8 km nordväst om Mansilla de las Mulas. Trakten runt Mansilla de las Mulas består till största delen av jordbruksmark.